# Жінки у психології

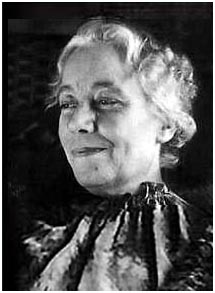
Карен Горні, піонерка феміністської психології, що першою оскаржила андроцентричні концепції жіночої психіки. 1938

Жінки у психологічній науці та практиці (англ. Women in psychology) брали активну участь від початку її зародження. Працюючи як психологині-дослідниці, психіатрині, психотерапевтки, теоретикині психології, викладачки та популяризаторки психологічного знання, жінки просунули наукову психологію від уявлень про «сказ матки» та «заздрість до пеніса» до феміністського психоаналізу та сучасних гендерних досліджень.

## Історія
У США жінки здобували докторські ступені з психології, однак їх заохочували спеціалізуватися на педагогічній психології та працювати в клінічних установах, таких як лікарні та соціальні установи. Американки утворили Національну раду психологинь, яка організовувала різні військові програми. Очолювала організацію Флоренс Гуденаф. У 2001 році жінки складали 3/4 студентства психологічний факультетів.
- 1892: американська психолог Крістін Ладд-Франклін презентувала еволюційну теорію розвитку кольоровідчуття на Міжнародному конгресі з психології. ЇЇ теорія була першою, яка визначала кольоровідчуття еволюційною рисою.[2]
- 2014: норвезька психолог та неврологиня Мей-Бритт Мозер отримала Нобелівську премію з фізіології або медицини, разом з Едвардом Мозером і Джоном О'Кіфом, «за їх відкриття клітин, які складають систему позиціонування мозку».[3]

## Жінки та психоаналіз
Серед аналізанток, на чиєму матеріалі будувалось психоаналітичне бачення жіночої сексуальності та психіки: Анна О., Сабіна Шпільрейн, Марі Бонапарт, Дора Маар. Андроцентризм науки, сексуальна об'єктивація пацієнток, чоловічий погляд та табуювання жіночого в культурі призвели до конструювання жіночої психічної сфери в термінах ірраціональності та негативізму.[джерело?] Це мало наслідком психологічні концепції щодо жіночої неповноцінності, такі як заздрість до пеніса, Едипів комплекс, гіпердіагностику «істерії» на базі теорії про «сказ матки», а також психіатричні репресії лесбійок.[джерело?] З розвитком емансипації плеяда теоретикинь ревізувала класичний психоаналіз інструментами феміністичної психології, основи якої заклала Карен Горні.
Сабіна Шпільрейн, почавши з лікування у Юнга, стала теоретикинею психоаналізу. Анна Фрейд розробила теорію психологічних захистів Его та працювала у сфері дитячого психоаналізу. Ненсі Маквільямс здійснила комплексний аналіз існуючих класифікацій особистостісних типів і стадій раннього розвитку та синтезувала їх у систему у бестселлері «Психоаналітична діагностика: розуміння структури особистости в клінічному процесі» (1994).

## Психологія статі та гендерна психологія
Диференціальна психологія (психологія статі) історично ґрунтується на детермінізмі: шукає відмінності між психікою чоловіків і жінок.
Гендерна психологія досліджує те, як конструюються (див. Гендерна поляризація) суспільством гендерні норми, стереотипи, ролі та ідентичності жінок та чоловіків, та як гендер впливає на психіку. Основу гендерної теорії (теорія гендерних схем і перший опитувальник) заклала Сандра Бем.

## Феміністична психологія
Феміністична психологія (критика андроцентричних підходів мейнстрімної психології до ХХ століття) критикує те, що психологічні дослідження провадилися з чоловічої перспективи та з чоловічим як нормою. Зорієнтована на принципи та цінності фемінізму, вона досліджує соціальні структури та гендер, а також те, як на жінок впливають проблеми, з ним пов'язані.
Феміністський психоаналіз ревізує погляди переважно фрейдизму з тим, щоб нейтралізувати його андроцентричність та мізогінність (як-от феміністські погляди на Едіпів комплекс), а також пов'язати гендерну нерівність із досвідами раннього дитинства (через засвоєння норм «чоловічості» та «жіночості»). Обґрунтовано формування гендеру в ході психосексуального розвитку (а не залежно від статі), роздільність статевих і гендерних відмінностей. Карен Горні розкритикувала орієнтацію фрейдизму на сексуальність та інстинкт. У відповідь на концепт заздрості до пеніса заклала основи феміністської психології та психоаналізу. З 70-х французькі пост-лаканіанки Юлія Кристева, Мод Манноні, Люс Ірігаре та Браха Еттінгер глибоко вплинули на розуміння предмета філософії та психоаналітичного дослідження як таких. Вагомий внесок у феміністський психоаналіз зробили Джессіка Бенджамін, Жаклін Роуз, Раньяна Ханна, Шошана Фелман.
- Карен Горні: Психологія жінки (Feminine Psychology), 1922-37.
- Джуліет Мітчел: «Психоаналіз і фемінізм: Фройд, Рейх, Лейнг» (1974)
- Ненсі Чодороу: «Відтворення материнства: Психоаналіз та соціологія гендеру» (1978)

Феміністська педагогіка є прикладною до феміністської психології і рефлексує виховні практики в руслі міжпоколінної передачі нерівностей та розробляє несексистські виховні й освітні підходи.

## Організації
- Association for Women in Psychology (AWP) [Архівовано 22 жовтня 2021 у Wayback Machine.] — Асоціація жінок у психології
- Minnesota Women of Psychology [Архівовано 17 червня 2021 у Wayback Machine.] — «Жінки у психології. Міннесота» — організація для жінок у допомагаючих професіях (заснована у 1977).
- Women in Psychology (WiP) [Архівовано 2 листопада 2021 у Wayback Machine.] — організація «Жінки у психології» в Гарвардському університеті
- Section Women and Psychology (SWAP) [Архівовано 9 травня 2021 у Wayback Machine.] — Секція «Жінки та психологія» Канадської психологічної асоціації

## Видатні психологині
Серед психологинь, психотерапевток та психіатринь або спеціалісток з інших областей, котрі зробили внесок у розвиток психології:
| Портрет | Ім'я                      | Роки життя | Країна                        | Наукове поле                                     | Внесок, наукові інтереси, праці | Дж.                  |
| ------- | ------------------------- | ---------- | ----------------------------- | ------------------------------------------------ | --- | -------------------- |
|         | Анна Анастазі             | 1908–2001  | США                           | Диференціальна психологія, психометрія           | Піонерка диференціальної психології, психометрії та матметодів у дослідженні індивідуально-психологічних відмінностей; вивчала здібності, творчість та їх індивідуальні фактори. Класична праця «Диференціальна психологія» (1937)                                                                                             |                      |
|         | Жаклін Андрейд            |            | Британія                      | Психологія                                       | професор психології, співголова психологічної Школи досліджень Плімутського університету. Закінчила бакалаврат Кембриджу з психології в 1987 та докторат Манчестерського університету в 1990. | [ 4 ] [ 5 ]          |
|         | Магда Арнольд             | 1903–2002  | США                           | Психологія емоцій                                | Перший сучасний теоретик, що розвинула оцінкову теорію емоцій, що змістила напрям теорії емоцій від теорій «почуття» (як у Джеймса-Ланге) та біхевіористських (як у Кеннона-Барда) до когнітивного підходу. | [ 6 ] [ 7 ]          |
|         | Ненсі Бейлі               | 1899–1994  | США                           | Психологія розвитку                              | Зробила внесок у Berkeley Growth Study, де вивчала зв'язки між розвитком дорослих та дітей, розробила інструмент для педіатричної оцінки аномалій розвитку Шкали розвитку немовлят Бейлі. | [ 8 ]                |
|         | Урсула Беллуджі           | 1931–нині  | США                           | Когнітивна нейронаука, психолінгвістика          | Досліджує біологічні основи мови. Її робота привела до відкриття того, як ліва півкуля мозку спеціалізується на мовленні. Також вивчала мовні здібності людей з синдромом Вільямса. |                      |
|         | Сандра Бем                | 1944–2014  | США                           | Етнопсихологія, психологія статі                 | Авторка знакових для психології статі та гендерної теорії робіт про андрогінію, гендерні ролі та гендерні стереотипи, теорії гендерних схем і статево-рольового опитувальника Бем. Значно вплинула на розуміння гендеру та сексуальності.                                                                                      | [ 9 ]                |
|         | Мерілінн Брюер            | 1968–нині  | США                           | Соціальна психологія                             | Визначний внесок в розуміння соціальної ідентичності, соціального навчання та міжгрупових відносин. Авторка теорії теорії оптимальної відмінності, отримала міжнародне визнання за внесок у соціальну психологію. |                      |
|         | Маргарет Вашберн          | 1871–1939  | США                           | Загальна психологія                              | Вивчала відчуття та сприймання, теоретизувала, що свідомість відповідає за моторну активність. Одна з трьох резиденток АПА (1921), перша американка, що здобула докторський ступінь із психології. | [ 10 ]               |
|         | Елеанор Гібсон            | 1910–2002  |                               | Психологія сприймання                            | Досліджувала сприймання немовлят та підлітків. Авторка експерименту «зорового обриву», в якому виводкові тварини та повзаючі немовлята проявили здатність сприймати глибину. Співавторка теорії екологічного розвитку | [ 11 ] [ 12 ] [ 13 ] |
|         | Етель Говс                | 1872–1950  | США                           | Психологія естетики                              | Незважаючи на дискримінацію через свою стать та заборону працювати поза домом під час шлюбу, спеціалізувалась у дослідженнях естетики, про що видала книгу The Beauty of Psychology. Одна з перших жінок у доктораті Гарварду.                                                                                                 | [ 14 ]               |
|         | Патриція Ґольдман-Рекіш   | 1937–2003  | США                           | Нейронаука, нейрологія, психіатрія, психологія   | Піонерка мультидисціплінарних досліджень префронтальної кори та робочої пам'яті. Першою дослідила вплив дофаміну на префронтальну кору, ключовий для розуміння шизофренії, Альцгеймера та дефіциту уваги. Вивчала здатніть мозку до самовідновлення в ранньому розвитку, однією з перших — з допомогою радіоактивних ізотопів. |                      |
|         | Карен Горні               | 1885–1952  | Німеччина, практикувала в США | Психоаналіз, феміністська психологія             | Критика орієнтації фрейдизму на сексуальність та інстинкт. Піонерка феміністської психології (та психоаналізу) у відповідь на фрейдистський концепт заздрості до пеніса. | [ 15 ] [ 16 ]        |
|         | Френсіс Грехем            | 1918–2013  | США                           | Дитяча психологія, психологія розвитку           | Після закінчення Єлю досліджувала аноксію новонароджених, а також інші патології та їх зв'язок з подальшим розвитком дітей, пренатальним досвідом та різними видами стимуляції. |                      |
|         | Флоренс Гуденаф           | 1886–1959  | США                           | Психологія розвитку                              | професор Інституту охорони дитинства Уніерситету Міннесоти. Науково вивчала розвиток дітей та його зв'язки з захистом дитячого здоров'я. Заснувала Національну раду психологинь. | [ 11 ]               |
|         | Флоренс Денмарк           | 1932–нині  | США                           |                                                  | Дослідниця гендерних ролей, зокрема, жіночих, феміністка. Президент АПА у 1980. | [ 17 ]               |
|         | Гелен Томпсон Вуллі       | 1874–1947  | США                           | Психологія                                       | Важлива робота з гендерних студій. Першою дослідила гендерні відмінності дійсно науковим та експериментальним шляхом. | [ 11 ]               |
|         | Доротея Джеймсон          | 1920–1998  | США                           | Когнітивна психологія                            | Зробила визначний внесок у дослідження кольору та зорового сприймання. В 1957 зібрала (з чоловіком) якісні дані для зворотнього процесу Герінга через hue cancellation method. |                      |
|         | Рошель Джельман           | 1942–нині  | США                           | Когнітивна психологія                            | |                      |
|         | Марсія Джонсон            | 1943-нині  | США                           | Когнітивна психологія                            | Дослідження людської пам'яті, зокрема, комонентів, що відповідають за рефлексію та свідомість, механізмів здорової та порушеної пам'яті, її розладів (через амнезію, ушкодження мозку, старіння), зв'язку емоцій та мислення.                                                                                                  |                      |
|         | Мері Ейнсворт             | 1913–1999  | Американо-канадка             | Психологія розвитку                              | Досліджувала ранню емоційну прив'язаність моделюванням Дивної ситуації, внесок у розвиток теорії прив'язаності. | [ 18 ]               |
|         | Блюма Зейгарнік           | 1900–1988  | Росія                         | Загальна психологія, патопсихологія              | Експериментально довела Ефект Зейгарник, в тому числі у дітей. Авторка підручника з патопсихології. Серед численних досягнень Lewis Memorial Award (1983). | [ 19 ]               |
|         | Еліс Іглі                 | 1938–нині  | США                           | Організаційна психологія                         | Основний внесок в області соціальної психології, психології особистості та організаційної психології. |                      |
|         | Мері Калкінс              | 1863–1930  | США                           | Психологія особистості, когнітивна психологія    | Філософ та психолог, перша жінка-президент АПА (1905). Зосередилась на селф-психології та переконанні, що свідоме Я (self) має бути базисом психологічного дослідження, вивчала сни та пам'ять. | [ 20 ] [ 21 ]        |
|         | Ненсі Кенвішер            | 1958–нині  | США                           | Когнітивна психологія, нейропсихологія           | Ванахідниця та професор Массачусетського технологічного інституту. Досліджує нервові та когнітивні механізми, що лежать в основі людських зорових сприймання та пізнавального процесу. |                      |
|         | Мамі Кларк                | 1917–1983  | США                           | Етнопсихологія, дитяча психологія                | Вивчала розвиток ідентичності і расової самосвідомості в дитинстві в контексті сегрегації в США. Розробила класичний психологічний експеримент з формування расової свідомості з гендерованими ляльками. Експертно свідчила у справі Браун проти Ради з питань освіти.                                                         | [ 22 ]               |
|         | Мелані Кляйн              | 1882–1960  | Австрало-британка             | Психоаналіз (зокрема, дитячий)                   | Розробила «техніку гри» в дитячому психоаналізі (зараз техніка ігротраепії). Піонерка теорії об'єктних відносин та ігрового психоаналізу. Розвивала теорію Его та її формування у зв'язку з об'єктом материнських грудей. | [ 23 ] [ 24 ]        |
|         | Ніллі Лаві                |            | Ізраїль, живе в Британії      | Нейропсихологія                                  | В 90-х запропонувала теорію перцептивного навантаження для розв'язку 40-літніх дебатів про роль уваги в обробці інформації, в рамках якої вивчає інфонавантаження на мозкові механізми, псих. функції (сприймання, свідому увагу, пам'ять та емоції) і поведінку.                                                              |                      |
|         | Джин Мендлер              | 1929–нині  | США                           | Когнітивна психологія                            | Вивчала інтелект тварин, контент-аналіз. З 1970-х займається проблемами розвитку з акцентом на ранньому понятійному розвитку (книга Foundations of Mmind). |                      |
|         | Бренда Мілнер             | 1918–нині  | Британія                      | Нейропсихологія                                  | «Засновниця нейропсихології», відіграла ключову роль в її становленні. Досліджувала воєнну економіку та епілепсію. Нині досліджує півкулі мозку та зв'язки між ними. Має біля 20 нагород різних країн і продовжує працювати в свої 92.                                                                                         | [ 25 ] [ 26 ]        |
|         | Марія Монтессорі          | 1870–1952  | Італія                        | Педагогіка, дитяча та спеціальна психологія      | Розробниця філософії навчання під назвою педагогіка Монтессорі, засновниця навчальних закладів відповідного типу. Писала на педагогічні теми. | [ 27 ]               |
|         | Лізе Остергаард           | 1924–1996  | Данія                         | Клінічна психологія, психіатрія                  | Академічна і політична діячка. Досліджквала метод психологічного тестування і його стосунок до психіатрії, когніції при шизофренії (проклала шлях до психолого-психіатричного дослідження феномену). |                      |
|         | Айнес Проссер             | 1895–1934  | США                           |                                                  | Перша афроамериканка, що здобула докторський ступінь з психології. Досліджувала відмінності особистості та самооцінки афроамериканської молоді у сегрегованих та спільних школах. | [ 28 ] [ 29 ]        |
|         | Рені Рабіновіч            | 1934–нині  | Ізраїль-Америка               | Психологія освіти                                | психолог та юристка. Викладала психологію в університеті Індіани. Включена в список 100 Жінок ВВС. | [ 30 ]               |
|         | Джанет Тейлор Спенс       | 1923–2015  | США                           | Гендерна психологія                              | Президент Американської психологічної асоціації в 1984. Присвятила більшість кар'єри дослідженням питань, пов'язаних з гендером, особливо стосовно жінок. Досліджувала тривогу. | [ 31 ]               |
|         | Шеллі Тейлор              | 1946–нині  | США                           | Соціальна психологія                             | Тривала ключова фігура у вивченні соціального пізнання та психології здоров'я. Досліджує різноманітні фактори відповіді на стрес. Лауреатка Премії за визначні наукові внески в психологію АПА. | [ 32 ]               |
|         | Олена Йосипівна Теплицька | 1916-1998  | Україна                       | Загальна психологія, нейропсихологія, педагогіка | Дослідниця втоми та її впливу на відновлення м'язової активності; недорозвиток довільних рухів у людей з затримкою психічного розвитку. Комплексно вивчала шизофренію, олігофренію, адаптацію та реабілітацію при психіатричних нозологіях.                                                                                    |                      |
|         | Енн Трейсмен              | 1935–2018  | Англія                        | Когнітивна психологія                            | Досліджувала зорову увагу, сприймання об'єктів та пам'ять. Одна з найвпливовіших ідей — теорія інтеграції стимулів. Вивчала, як інформація збирається та інтегрується в форми значимих об'єктів, що спонукають людські думки і поведінку.                                                                                      |                      |
|         | Анна Фрейд                | 1895–1982  | Австрія                       | Психоаналіз (зокрема, дитячий)                   | Засновниця дитячого психоаналізу, розробляла та деталізувала вчення про психологічні захисти. | [ 33 ]               |
|         | Гелена Дойч               | 1884–1982  | Австралія-США                 | Психоаналіз                                      | Колега Фрейда, перший аналітик, що проходила в нього аналіз. Засновниця Віденського психоаналітичного інституту. Одна з перших у психоаналізі спеціалізувалася на жінках | [ 34 ] [ 35 ]        |
|         | Leta Hollingworth         | 1886–1939  | США                           |                                                  | Керувала піонерськими розробками початку ХХ ст., що вагомо змінили три області: психологія жінок, клінічна психологія, педагогічна психологія. Відома роботою з особливими дітьми. | [ 36 ] [ 37 ]        |
|         | Ruth Winifred Howard      | 1900–1997  | США                           | Дитяча психологія                                | Головне дослідження зосереджене на розвитку троєн. Одна з перших жінок з д. п. н., доктор з дитячого розвитку. | [ 38 ]               |
|         | Jaqueline Jesus           | 1978–      | Бразилія                      | Психологія                                       | психолог, письменниця, журналістка. |                      |
|         | Christine Ladd-Franklin   | 1847–1930  | США                           |                                                  | Працювала над теоріями кольорового сприйняття. | [ 39 ]               |
|         | Eleanor Maccoby           | 1917–2018  | США                           | Сімейна психологія, гендерні студії              | професор Стенфорду, вивчає різні аспекти сімейної психології, а також численних дослідженнях гендеру та гендерної дискримінації. | [ 11 ]               |
|         | Carolyn R. Payton         | 1925–2001  | США                           |                                                  | Знана професор психології та активна член АПА. Перша жінка та перша афроамериканка директор Корпусу миру. | [ 40 ]               |